# Ivan Mosjoukine
Ivan Ilyich Mozzhukhin (russo: Иван Ильич Мозжухин, 26 de setembro de 1889 - 18 de janeiro de 1939), geralmente identificado a partir da  transliteração em francês Ivan Mosjoukine, foi um ator russo do cinema mudo.

## Carreira na Rússia

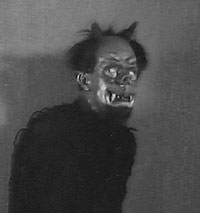
Personagem de Ivan Mozzhukhin em 1913.

Ivan Mozzhukhin nasceu em Kondol, na província de Saratov do Império Russo (atual Penza Oblast, na Rússia), sendo o caçula de quatro irmãos. Sua mãe Rachel Ivanovna Mozzhukhina (nascida Lastochkina) era filha de um padre ortodoxo russo, enquanto seu pai Ilya Ivanovich Mozzhukhin pertencia a uma família de camponeses e serviu como gerente de propriedade da nobre família Obolensky. Ele herdou essa posição de seu próprio pai - um servo cujos filhos receberam a liberdade como gratidão por seu serviço.
Enquanto os três irmãos mais velhos terminaram o seminário, Ivan foi enviado para o ginásio para meninos na cidade de Penza, e mais tarde estudou direito na Universidade Estadual de Moscou. Em 1910, deixou a vida acadêmica para se juntar a uma trupe de atores itinerantes de Kiev, com a qual excursionou por um ano, ganhando experiência e uma reputação de presença dinâmica no palco. Ao retornar a Moscou, Ivan iniciou sua carreira no cinema na adaptação de 1911 da Sonata Kreutzer, de Tolstoi. Ele também estrelou em The Little House in Kolomna (1913), drama dirigido por Pyotr Chardynin a partir do poema homônimo escrito por Alexander Pushkin; Do You Remember?, (1914) ao lado da popular bailarina russa Vera Karalli; Nikolay Stavrogin (1915, inspirado na obra Os Demônios, de Dostoiévski); A Dama de Espadas (1916, a partir do conto de Pushkin) e outras adaptações de clássicos russos.

## O Efeito Kuleshov
A contribuição mais duradoura de Mosjoukine para o conceito teórico de filme como imagem é o legado de seu próprio rosto na representação recorrente de reações ilusórias vistas no experimento de montagem psicológica de Lev Kuleshov, que demonstrou o Efeito Kuleshov. Em 1918, o primeiro ano completo da Revolução Russa, Kuleshov montou sua ilustração revolucionária da aplicação dos princípios da edição cinematográfica a partir de imagens de um dos filmes da era czarista de Mosjoukine que havia sido deixado para trás quando ele, junto com todo o seu filme, produtora, partiu para a relativa segurança da Crimeia em 1917.

## Carreira na França
No final de 1919, Mosjoukine chegou a Paris e rapidamente se estabeleceu como uma das principais estrelas do cinema mudo francês, estrelando um filme de sucesso atrás do outro. Bonito, alto e possuidor de uma presença poderosa na tela, ele ganhou um número considerável de seguidores como uma figura romântica misteriosa e exótica.

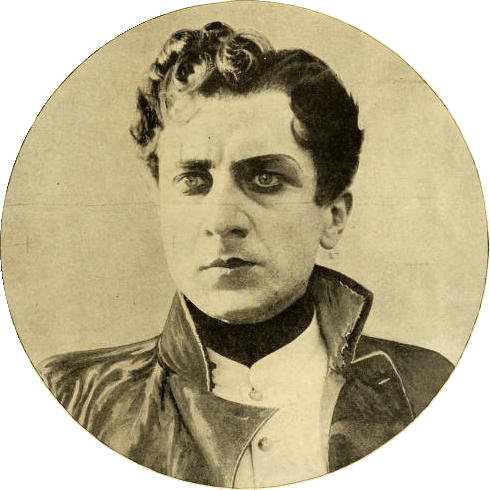
Ivan Mosjoukine em A Rainha de Espadas

O primeiro filme de sua carreira francesa também foi seu último filme russo. L'Angoissante Aventure (The Harrowing Adventure) foi um registro dramatizado da difícil e perigosa jornada de atores, diretores e outros artistas de cinema russos enquanto eles faziam seu caminho da Crimeia para o caos da Turquia otomana no meio do pós -Guerra Mundial. Eu caio do Sultanato. O grupo foi liderado pelo renomado diretor Yakov Protazanov e incluiu a protagonista frequente de Mosjoukine, Natalya Lisenko (anunciado na França como Nathalie Lissenko), com quem se casou e depois se divorciou. Seu destino final era Paris, que se tornou a nova capital para a maioria dos ex-aristocratas exilados e outros refugiados que escaparam da Guerra Civil Russa. O filme foi concluído e lançado em Paris em novembro de 1920.
O estrelato cinematográfico de Mosjoukine foi assegurado e durante a década de 1920, seu rosto com o olhar hipnótico da marca registrada apareceu nas capas de revistas de cinema por toda a Europa. Ele escreveu os roteiros para a maioria de seus veículos estrelados e dirigiu dois deles, L'Enfant du carnaval ( Children of the Carnival ), lançado em 29 de agosto de 1921 e Le Brasier ardent ( The Blazing Inferno ), lançado em 2 de novembro de 1923. Protagonista em ambos os filmes foi o então "Madame Mosjoukine", Nathalie Lissenko. Brasier, em particular, foi muito elogiado por seus conceitos inovadores e inventivos, mas acabou se mostrando muito surreal e bizarro para se tornar um sucesso financeiro. Estilizado como um Kafkaesque semi-cômicopesadelo, o filme o mostra no papel de um detetive conhecido apenas como "Z", contratado por um marido mais velho para seguir sua jovem esposa aventureira. No entanto, o enredo foi apenas o dispositivo que Mosjoukine e seu assistente de direção Alexandre Volkoff usaram para experimentar a percepção da realidade do público. Muitas das cenas parecem estar ocorrendo em sets que são desconcertantemente maiores do que o normal e uma encenação particularmente impressionante mostra o marido entrando na agência de detetives para encontrar uma fila sincronizada de homens, presumivelmente detetives, todos vestindo smokings e deslizando em formação. Mosjoukine recebeu elogios por sua atuação entusiástica e demonstração de emoção.

## Vida Pessoal
Mosjoukine foi oficialmente casado três vezes. Sua primeira esposa foi a atriz russa Natalya Lisenko (1884-1960). Eles se casaram em 1912 e se divorciaram em 1927. Em 1928, Mosjoukine casou-se com uma atriz holandesa Agnes Petersen (1906-1973). Sua terceira esposa foi uma atriz francesa de origem russa Tania Fédor (1905-1985), embora tenham se casado apenas por um breve período de tempo.

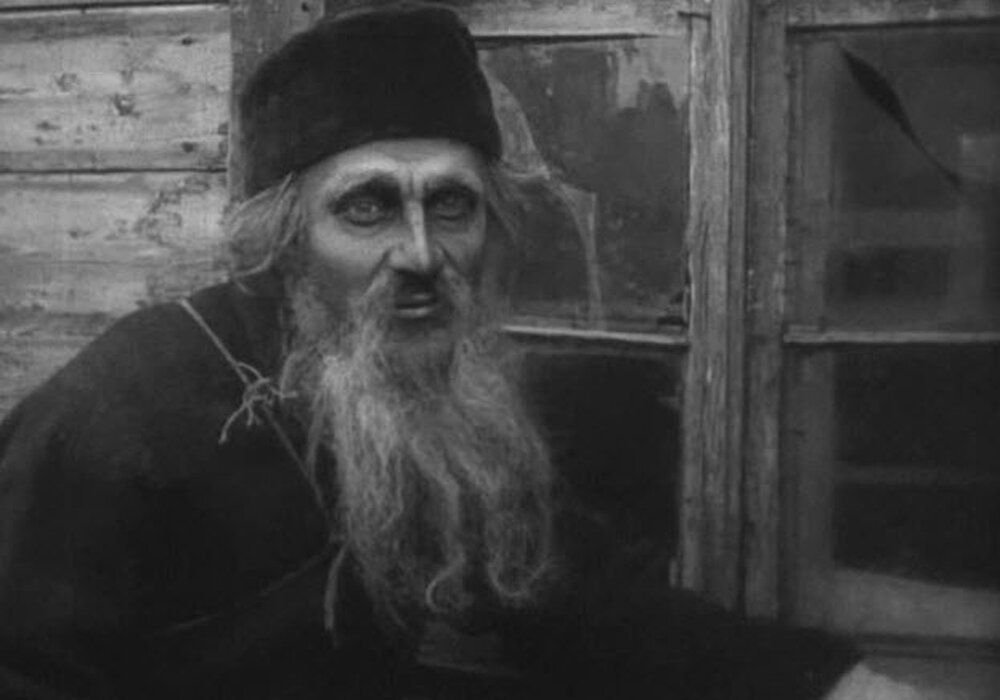
Ivan Mosjoukine como Padre Sérgio no filme de 1917

Quando adolescente, Mosjoukine se envolveu romanticamente com Olga Bronitskaya (nascida Telegina) - uma atriz da popular trupe itinerante liderada por seu irmão Petr Zarechny. Em 1908, ela deu à luz seu filho ilegítimo Aleksandr que foi registrado como filho de Petr Zarechny sob seu nome oficial de família. Assim, o menino foi criado como Aleksandr Petrovich Telegin, embora tivesse conhecimento de seu verdadeiro pai. Por vários anos, Mosjoukine viajou com sua esposa civil e seu filho antes de retornar a Moscou e se casar com Natalya Lisenko. De acordo com Telegin, seu pai sempre os apoiou enviando cartas, dinheiro e pacotes até que seu nome foi proibido na União Soviética. Telegin e sua família moravam em Moscou, embora tivessem que esconder sua origem. Até hoje, ele continua sendo o único filho confirmado de Mosjoukine.
O Romancista francês Romain Gary afirmou que seu nascimento foi o resultado de um caso entre Mosjoukine e sua mãe Nina Owczyńska, uma atriz polonesa - judia que mais tarde se casou com Arieh Kacew. Em 1960, ele escreveu um relato autobiográfico novelizado das lutas e triunfos de sua mãe, La promesse de l'aube ( Promessa ao amanhecer ), que se tornou a base para uma peça em inglês e um filme franco-americano. A peça, Samuel A. Taylor 's First Love, estreou na Broadway no Teatro Morosco no dia de Natal em 1961 e fechou em 13 de janeiro de 1962, após 24 apresentações. Em 1970, retornando ao título original, foi adaptado para a tela e dirigido por Jules Dassin como veículo para sua esposa Melina Mercouri (então com 49 anos), que interpretou Nina. Dassin, que tinha 59 anos na época, escolheu interpretar o próprio Mosjoukine na única cena em que o personagem aparece no filme.

## Morte
Ivan Mosjoukine morreu de tuberculose em uma clínica Neuilly-sur-Seine. Todas as fontes disponíveis dão sua idade como 49 anos e ano de nascimento como 1889. No entanto, sua lápide no cemitério de Sainte-Geneviève-des-Bois no subúrbio parisiense de Sainte-Genevieve-des-Bois está inscrita com o ano de 1887.

## Filmografia selecionada
- A Sonata Kreutzer (1911, dir. Pyotr Chardynin ), como Troukhatchevsky
- Defesa de Sebastopol (1911, dir. Vasily Goncharov e Aleksandr Khanzhonkov ), como Almirante Vladimir Kornilov
- A Noite Antes do Natal (1913, dir. Ladislas Starevich ), como O demônio
- Domik v Kolomne ( A casinha em Kolomna ) (1913)
- A Dama de Espadas (1916, dir. Yakov Protazanov ), como Hermann
- Satanás Triunfante (1917, dir. Yakov Protazanov )
- Padre Sérgio (1917, dir. Yakov Protazanov e Alexandre Volkoff ), como Príncipe Kasatsky / Padre Sérgio
- L'Angoissante aventure (1920, dir. Yakov Protazanov ), como Henri de Granier
- L'Enfant du carnaval (1921, dir. Ivan Mosjoukine), como Marquês Serge de Granier
- Justice d'abord (1921, dir. Yakov Protazanov )
- Tempêtes  [ fr ] (1922, dir. Robert Boudrioz ), como Henri
- A Casa do Mistério (1923, dir. Alexandre Volkoff ), como Julien Villandrit
- Le Brasier ardente (1923, dir. Ivan Mosjoukine), como Z
- Kean (1924, dir. Alexandre Volkoff ), como Edmund Kean
- Les Ombres qui passent (1924, dir. Alexandre Volkoff ), como Louis Barclay
- O Leão dos Moguls (1924, dir. Jean Epstein ), como Príncipe Roundghito-Sing
- Feu Mathias Pascal (1925, dir. Marcel L'Herbier ), como Mathias Pascal
- Michel Strogoff (1926, dir. Victor Tourjansky ), como Michael Strogoff
- Os Amores de Casanova (1927, dir. Alexandre Volkoff ), como Giacomo Casanova
- Rendição (1927, dir. Edward Sloman ), como Constantino
- O Presidente (1928, dir. Gennaro Righelli ), como Pepe Torre
- O Correio Secreto (1928, dir. Gennaro Righelli ), como Julien Sorel
- Der Adjutant des Zaren (1929, dir. Vladimir Strizhevsky ), como o príncipe Boris Kurbski
- Manolescu (1929, dir. Victor Tourjansky ), como Georges Manolescu
- O Diabo Branco (1930, dir. Alexandre Volkoff ), como Hadji Murat
- Sargento X (1932, dir. Vladimir Strizhevsky ), como Jean Renaud
- A 1002ª Noite (1933, dir. Alexandre Volkoff ), como Príncipe Tahar
- L'Enfant du carnaval  [ fr ] (1934, dir. Alexandre Volkoff ), como Henri Strogonoff
- Nitchevo (1936, dir. Jacques de Baroncelli ), como Meuter